# Liz Rigbey
Liz Rigbey (* 1957 in London) ist eine britische Autorin.

## Leben
Sie promovierte in Englischer Literatur an der University of Exeter und war für längere Zeit bei der BBC als Moderatorin tätig. Hier arbeitete sie auch an der Gestaltung der Serie The Archers mit. Außerdem drehte sie einen Dokumentarfilm. Später begann sie dann ausschließlich als Schriftstellerin zu wirken.
Rigbey lebt in London und ist verheiratet.

## Werke
- Der Tag, an dem die Sonne verschwand, 1995
- Der versunkene Garten, 2003
- Zeit des Jagens, 2006